# 宇田川武久
宇田川 武久（うだがわ たけひさ、1943年 - ）は、日本の歴史学者。博士（歴史学）（國學院大學・論文博士・1994年）。国立歴史民俗博物館名誉教授。専門は日本軍事史、特に鉄砲史、水軍史。東京都出身。2020年、文化庁長官表彰。

## 略歴

### 学歴
- 1968年 - 國學院大學文学部史学科卒業
- 1974年 - 同大学院文学研究科日本史学専攻博士課程単位取得退学
- 1994年 - 「東アジア兵器交流史の研究 -十五～十七世紀における兵器の受容と伝播」で博士（歴史学）（國學院大學）の学位を取得。

### 職歴
- 1969年 - 國學院大學文学部副手
- 1971年 - 助手
- 1977年 - 非常勤講師
- 1979年 - 文化庁国立歴史民俗博物館（仮称）設立準備室
- 1981年 - 国立歴史民俗博物館情報資料研究部助手
- 1982年 - 助教授
- 1992年 - 教授
- 2008年 - 定年退職、名誉教授

## 著書
- 『瀬戸内水軍』（教育社歴史新書、1981年）
- 『日本の海賊』（誠文堂新光社、1983年）
- 『鉄砲伝来　兵器が語る近世の誕生』（中公新書、1990年）
- 『信長を歩く』（プレジデント社、1992年）
- 『東アジア兵器交流史の研究 十五～十七世紀における兵器の受容と伝播』（吉川弘文館、1993年）
- 『江戸の炮術 継承される武芸』（東洋書林、2000年）
- 『戦国水軍の興亡』（平凡社新書、2002年）
- 『鉄砲と戦国合戦』（吉川弘文館・歴史文化ライブラリー、2002年）
- 『真説鉄砲伝来』（平凡社新書、2006年）
- 『江戸の砲術師たち』（平凡社新書、2010年）
- 『幕末　もう一つの鉄砲伝来』（平凡社新書、2012年）

## 共編著・校注
- 『改正三河後風土記』校注（秋田書店、1976～77年）
- 『日本の美術 鉄砲と石火矢』（至文堂、1998年）
- 『戦いのシステムと対外戦略』松木武彦共編（東洋書林、1999年　人類にとって戦いとは）
- 『攻撃と防衛の軌跡』藤木久志共編（東洋書林、2002年　人類にとって戦いとは）
- 『鉄砲伝来の日本史 火縄銃からライフル銃まで 歴博フォーラム』（編）（吉川弘文館、2007年）